# Mercury-Scout 1

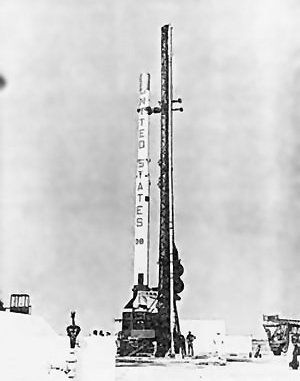
La Mercury-Scout 1

Mercury-Scout 1 è un satellite artificiale della NASA.

## Storia
Il 5 maggio 1961, i responsabili del programma Mercury della NASA avanzarono una proposta la quale prevedeva l'uso di missili del tipo Scout per lanciare dei satelliti artificiali di modeste dimensioni in grado di garantire ed ottimizzare il sistema di collegamento via radio fungendo da finte capsule del Mercury. Per i semplici voli balistici fino a quel momento svolti tali collegamenti non furono particolarmente complessi. Per la successiva missione, la Mercury-Atlas 5, che aveva per obiettivo di eseguire almeno un'orbita terrestre, nonché in particolar modo per le prime missioni in orbita equipaggiate da astronauti si rendeva necessario garantire il collegamento con la capsula su tutta la traiettoria intorno alla Terra.
Fu per l'appunto intenzione della missione iniziare a preparare questo sistema nonché verificare il corretto posizionamento delle stazioni. Il sistema venne chiamato tecnicamente il Mercury Tracking Network (rete di collegamento radio della traiettoria del Mercury). Si pensò di utilizzare i citati satelliti artificiali per non sprecare delle capsule Mercury e per ridurre i costi di queste missioni. Il primo di questi satelliti artificiali venne chiamato Mercury-Scout 1 (MS-1).
Tecnicamente, il Mercury Tracking Network fu una serie di stazioni radio di proprietà degli Stati Uniti d'America, che operavano con personale americano. Per completare la copertura mondiale dovettero essere ulteriormente posizionate, esattamente sulla traiettoria di volo prevista per la capsula spaziale del Mercury, diverse navi in grado di fungere da ponti radio. Quando la capsula spaziale raggiungeva il raggio di alcune centinaia di miglia dalla stazione di controllo a terra, si era in grado di avere ottimi collegamenti per comunicazioni ed in particolar modo per confrontare i dati e per correggere o riassettare eventualmente la telemetria di volo. Le bande usate furono di diverso tipo, cioè del tipo HF, VHF o UHF per la radio, mentre per il radar si potevano usare bande C ed S. Questa possibilità di comunicazione comunque non durava più che pochi minuti, fino a quando la stazione non scompariva dall'orizzonte. Tra una stazione e la successiva la capsula del Mercury rimaneva totalmente esclusa dalla possibilità di collegamento, ad eccezione di un solo messaggio puramente occasionale del tipo HF trasmesso con ampio ritardo. Infatti all'inizio degli anni sessanta non esistevano dei satelliti artificiali per la comunicazione sincrona. Pure le stazioni di controllo a terra furono collegate con il centro principale di controllo della NASA per il programma Mercury solamente via cavo, con apposite linee posizionate a terra o sott'acqua e solo in pochi casi mediante collegamento radio del tipo HF (ad onda corta).

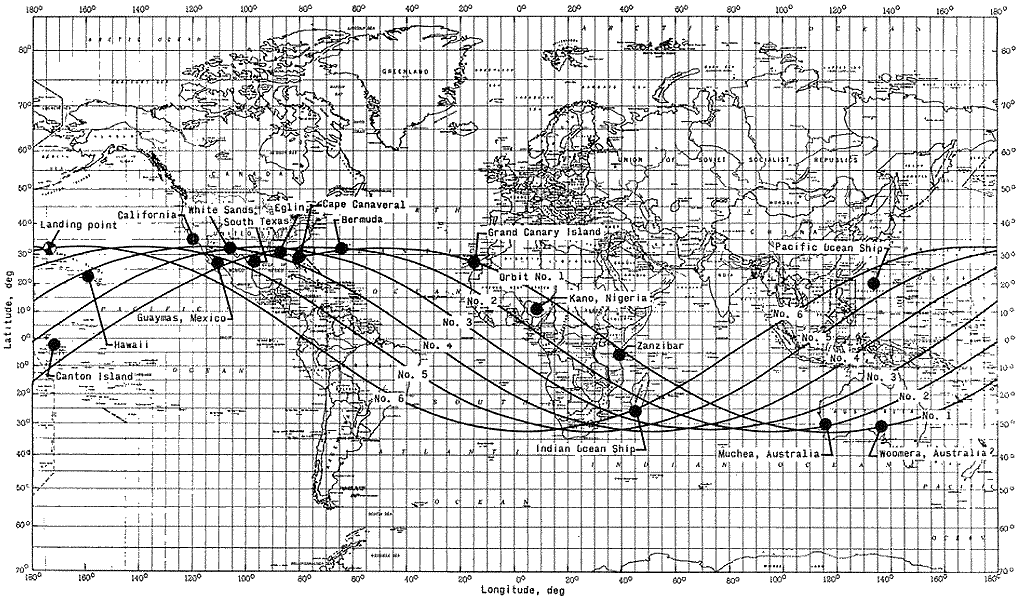
Il Mercury Tracking Network

Il concetto che prevedeva l'uso di satelliti per il collaudo del sistema venne approvato il 24 maggio. Il 13 giugno un apposito gruppo di lavoro della NASA fu in grado di definire i requisiti che il missile del tipo Scout doveva dimostrare nonché quelli necessari per il satellite artificiale per centrare gli obiettivi della missione. Da questo momento la proposta ed il programma per la missione venne definito Mercury-Scout.
I missili dell'aeronautica militare americana - U.S. Air Force - del tipo Blue-Scout dovevano essere in grado di lanciare il satellite artificiale di modesta dimensione, il MS-1, portandolo in un'orbita intorno alla Terra. Il piccolo satellite avrebbe simulato la capsula del Mercury, affinché si potesse esercitare e testare la funzionalità del sistema Mercury Tracking Network.
Il satellite artificiale di comunicazione MS-1 pesava 67,5 kg ed aveva una forma simile ad una scatola rettangolare stretta. All'interno della scatola si trovavano diversi sistemi elettronici, composti da due ricevitori principali, due piccoli trasmettitori, due trasmettitori di dati telemetrici, nonché apparecchi a banda del tipo S- e C più diverse antenne. Il tutto veniva alimentato da un'apposita batteria in grado di fornire energia per 1500 ore watt. Attaccato al satellite rimase il 4º stadio del missile completo del suo pacchetto di strumenti. La batteria poteva essere in grado di alimentare l'elettronica per 18 ore e mezzo, prima di essere completamente scarica. Per estendere la durata di vita del satellite, si pensò di spegnere gli strumenti di bordo mediante un comando trasmesso dal centro di controllo a terra - esperimento da eseguire dopo la terza orbita, cioè dopo 5 ore di volo. Durante questa fase di spegnimento si pensò di analizzare i dati trasmessi. Ottenuti i risultati, i sistemi del satellite sarebbero nuovamente stati riaccesi per ulteriori 3 orbite, cioè nuovamente per 5 ore. Questo procedimento sarebbe stato ripetuto un'ulteriore terza volta. Il personale addetto allo sviluppo del Mercury pensò che mediante queste operazioni di accensione e spegnimento del satellite il Mercury Tracking Network avrebbe ottenuto notevolmente più dati e si sarebbero guadagnate importantissime esperienze per equivalenti tre future missioni in orbita della capsula Mercury equipaggiata.
La NASA decise di modificare il missile dell'aeronautica militare americana - U.S. Air Force del tipo Blue Scout II, con il numero di serie D-8, preparandolo per la prima missione Mercury-Scout. Dato che l'aeronautica eseguiva i lanci dei suoi razzi Blue Scout da Cape Canaveral in Florida si pensò di far eseguire anche il lancio di questa missione da questo centro.
Così la Mercury-Scout 1, assemblata come sopra descritta, venne lanciata il 1º novembre 1961 dalla rampa di lancio numero 18B di Cape Canaveral. Dopo ventotto secondi dal lancio, il primo stadio del missile Blue Scout II smise di funzionare correttamente. Pertanto il responsabile della sicurezza del centro di controllo a terra dovette provvedere a farlo esplodere dopo soli 44 secondi di volo.
La reazione fu che i direttori della NASA responsabili per il programma Mercury cancellarono immediatamente tutte le ulteriori missioni Mercury-Scout programmate. Dopo il fallimento totale venne deciso che era preferibile evitare ulteriori collaudi piuttosto che correre il rischio di un'esperienza simile. Infatti nel periodo di preparazione del lancio della Mercury-Scout 1, la missione MA-4 nonché qualche settimana dopo il fallimento della Mercury-Scout la missione MA-5 avevano portato in orbita la capsula del Mercury consentendo di testare ampiamente il Mercury Tracking Network.